# Đại học Kinh tế và Đổi mới
Đại học Kinh tế và Đổi mới (còn gọi là: 'Trường đại học Kinh tế và Đổi mới của Lublin' ở Ba Lan: 'Wyższa Szkoła Ekonomii i Innowacjii w Lublinie', thường được rút ngắn thành WSEI) được thành lập vào ngày 24 tháng 10 năm 2000 tại Lublin. Tên của nó tiết lộ nhiệm vụ của trường: phát triển và cải thiện tình hình kinh tế xã hội khu vực.
Hiện tại số lượng sinh viên là gần 12.000 người. Để đáp ứng nhu cầu ngày càng tăng về giáo dục đại học và tăng trưởng nhanh chóng số lượng sinh viên, trường gần đây đã đầu tư vào việc mở rộng và xây dựng. 

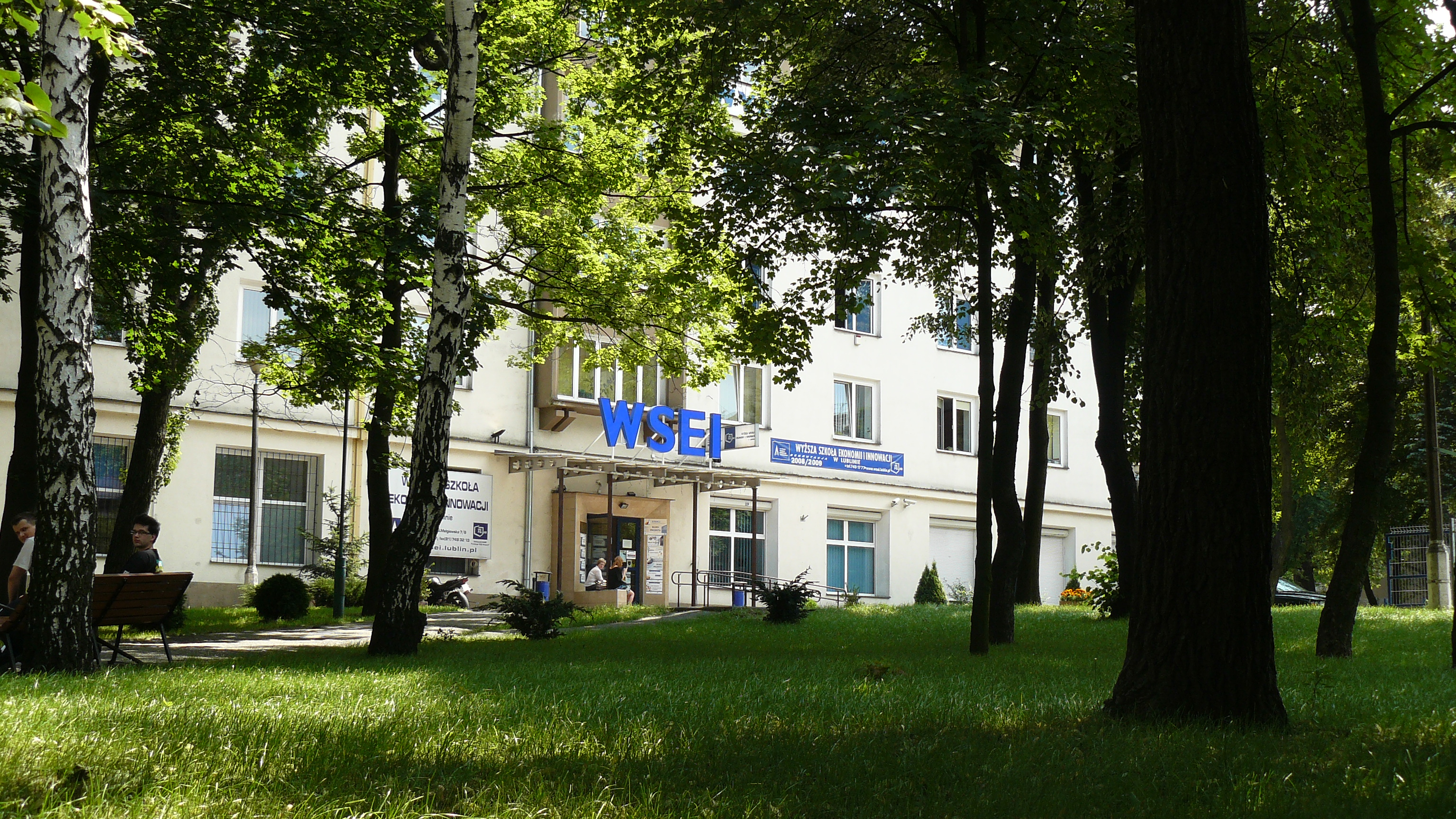
Lối vào chính của WSEI

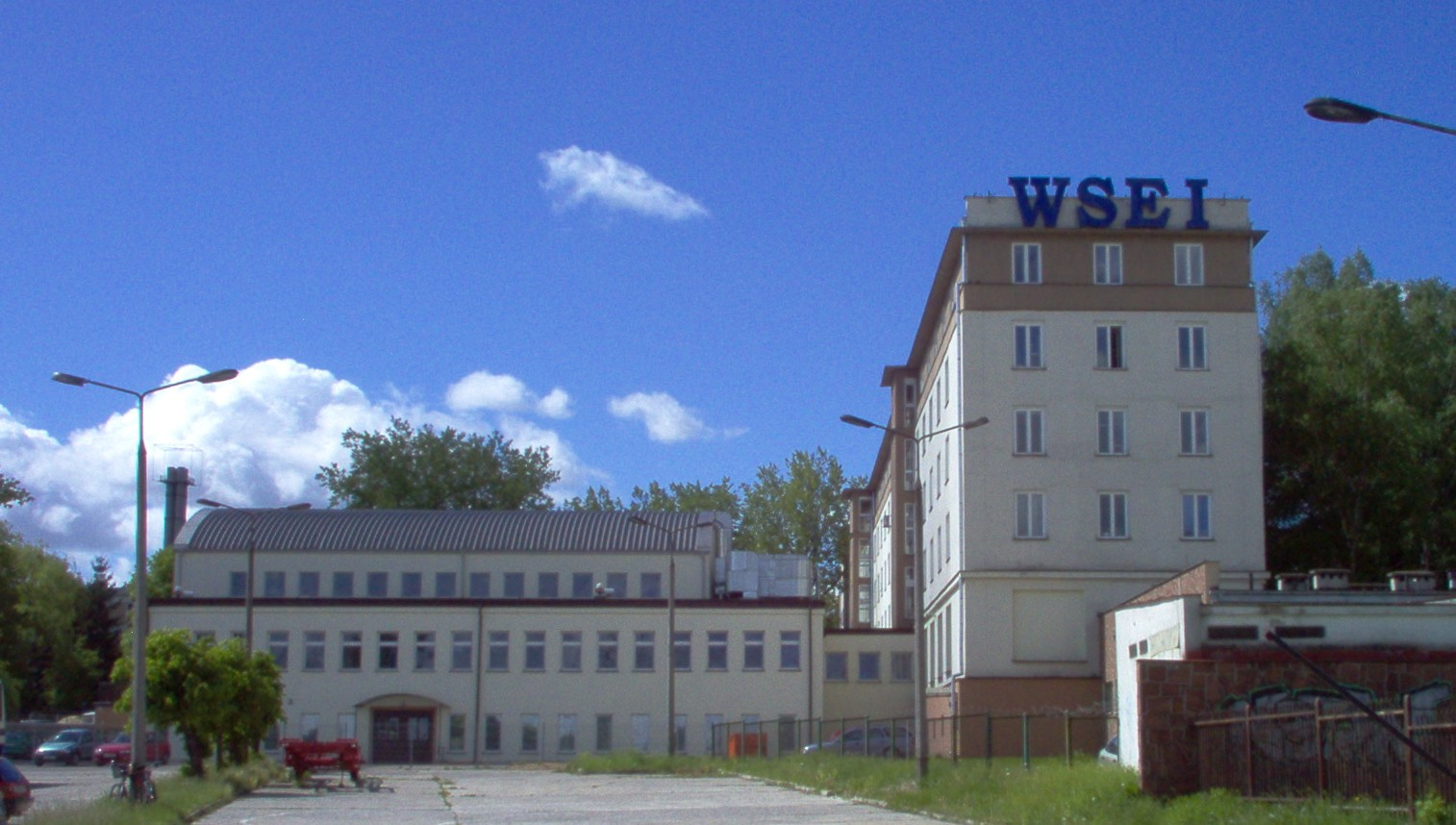
Tòa nhà chính của trường đại học kinh tế và đổi mới nhìn từ đường Mełgiewska

## Khoa
- Kinh tế học
- Khoa học máy tính
- Hậu cần
- Điều dưỡng
- Quản lý

Đa số các khoa và chuyên ngành của nó có chương trình đại học, sau đại học và suốt đời.

## Lịch sử
WSEI là một trường công lập (theo nghĩa của Anh) về giáo dục đại học, được thành lập bởi Quỹ phát triển kinh tế Ba Lan "OIC Ba Lan", với sự cho phép của Bộ Giáo dục Ba Lan. Trường đăng ký với Cơ quan đăng ký trường trung học Ba Lan ở vị trí 57. WSEI là trường đại học phi thương mại, đào tạo cán bộ giáo dục tốt cho các tập đoàn địa phương, tổ chức cộng đồng địa phương và các tổ chức phi chính phủ, và để tăng tốc các khu vực vẫn còn bị trì hoãn trong khu vực kinh tế xã hội.

## Tòa nhà
Năm 2005, một thang máy đã được xây dựng bên trong trường, để đáp ứng mong đợi của cộng đồng khuyết tật. Năm 2007, một phòng thể thao mới được xây dựng; nó có 310,8 m2 (3.345,42 foot vuông).

### Thư viện
Thư viện nằm trong hầm. Quy mô và số lượng đầu sách vẫn tăng nhanh.

## Cuộc sống sinh viên
Nhiều hội nghị học thuật, đặc biệt là về chủ đề kinh tế và phát triển khu vực được tổ chức tại WSEI.
Trường có một hội trường thể thao và phòng tập thể dục; sinh viên có thể nhận được vé miễn phí cho hồ bơi thành phố, phòng tắm hơi, bể sục và vào mùa đông để trượt băng.

## Di chuyển
Trụ sở của Đại học Kinh tế và Sáng tạo là tại sô 4, đường Projektowa, Lublin.
Xem WSEI trên bản đồ